# 林濬淵
林濬淵（1440年—？），字用淵，福建福州府閩縣人，民籍。明朝政治人物。進士出身。林清源、林泮之弟。
成化四年，福建戊子乡试中舉。成化八年（1472年）登壬辰科進士，擔任刑部员外郎，迁浙江按察司佥事。
曾祖父林連。祖父林祐。父亲林鈍，曾任教諭 贈工部主事。